# 富士市災害救援バイク隊ペガサス
富士市災害救援バイク隊ペガサス（ふじしさいがいきゅうえんバイクたいペガサス）は、静岡県富士市にある災害ボランティア団体である。代表は小澤美砂子、隊長は宮本義秀。顧問は鈴木尚元富士市長が勤める。

## 概要
富士市災害救援バイク隊ペガサスは、バイクの機動力を最大限に生かし、災害時に情報伝達・医薬品など緊急物資を輸送することを目的としている。普段はツーリングを兼ねた走行訓練や消防署員の指導による応急救護訓練などを積極的に行っている。

### 発足の契機
1995年（平成7年）に発生した阪神・淡路大震災では、倒壊した家屋の倒れ込みや陥没などによって周辺道路は四輪車両の通行が困難になった。その時バイクが機動力を発揮し情報伝達や緊急物資の輸送を行い、人流・物流が完全に寸断されることを防いだ。この事例を踏まえ、富士市でも予想される東海地震に備えて市民ボランティアによるバイク隊の発足が期待された。そこで富士市の防災危機管理課から話を聞いた小澤美砂子がメンバーを募り、鈴木尚を顧問とするバイク隊が1997年（平成9年）8月19日に結成された。現在の隊員数はおよそ30名。また協力団体として平和印刷、星野新聞堂の2社が参加している（2008年8月19日現在）。

### その他
ちなみに結成日は、「819」が「バイク」と読めることからこの日に合わせたとされている。実際に、同バイク隊の年次総会は、設立の時から毎年8月19日に行っている。富士市では他にもバイクの災害ボランティア団体として富士RBが2008年（平成20年）8月23日に設立されたが、災害時に自前でボランティア本部の設置まで目指そうとするRBとは明らかに目的が異なっている。そのため訓練を除いては別に活動を行っている。活動場所は、富士市災害ボランティア連絡会の諸団体と同様に、富士市フィランセ東館3階ボランティアルームを拠点としている。